# Fritz Hoffmann (Theologe)
Fritz Hoffmann (* 25. Februar 1913 in Breslau; † 24. Oktober 2007 in Erfurt) war ein deutscher römisch-katholischer Geistlicher, Fundamentaltheologe und Philosoph.

## Leben
Hoffmann empfing am 1. August 1937 in Breslau durch Kardinal Bertram das Sakrament der Priesterweihe und war ebenda in den folgenden Jahren als Seelsorger und Wissenschaftler tätig.
1941 promovierte er an der Katholisch-Theologischen Fakultät der Schlesischen Friedrich-Wilhelms-Universität Breslau mit der Arbeit Die erste Kritik des Ockhamismus durch den Oxforder Kanzler Johannes Lutterell.
1952 wurde Hoffmann am damals neu gegründeten Philosophisch-Theologischen Studium Erfurt zum Dozenten für Fundamentaltheologie ernannt. Er habilitierte sich 1957 mit der Arbeit Die theologische Methode des Oxforder Dominikanerlehrers Robert Holcot und erhielt einen Ruf zum Professor für Fundamentaltheologie und Philosophie in Erfurt, wo er bis zu seiner Emeritierung 1978 lehrte.
Weltweit große Beachtung fand er mit seinen Studien über die spätmittelalterlichen englischen Theologen Johannes Lutterell und Robert Holcot.
Er war seit 1931 Mitglied der katholischen Studentenverbindung KDStV Winfridia (Breslau) Münster im CV.
Fritz Hoffmann verstarb am 24. Oktober 2007 im Carolinenstift in Erfurt und wurde am 30. Oktober desselben Jahres nach dem Requiem im Erfurter Dom auf dem Hauptfriedhof Erfurt beigesetzt.

## Auszeichnungen
- Ernennung zum Päpstlichen Ehrenprälaten durch Papst Paul VI. (1970)
- Ernennung zum Apostolischen Protonotar durch Papst Johannes Paul II. (1999)[3]

## Schriften (Auswahl)
- Ockham-Rezeption und Ockham-Kritik im Jahrzehnt nach Wilhelm von Ockham in Oxford 1322–1332 (= Beiträge zur Geschichte der Philosophie und Theologie des Mittelalters, 50). Aschendorff, Münster 1998.
- Die „Conferentiae“ des Robert Holcot O.P. und die akademischen Auseinandersetzungen an der Universität 1330–1332 (= Beiträge zur Geschichte der Philosophie und Theologie des Mittelalters, 36). Aschendorff, Münster, 1993.
- Crathorn. Quaestionen zum ersten Sentenzenbuch: Einführung und Text (= Beiträge zur Geschichte der Philosophie und Theologie des Mittelalters, 29). Aschendorff, Münster, 1988.
- In menschlicher Weise zum Göttlichen führen: Hinführung zu Nikolaus von Kues. St. Benno, Leipzig 1985.
- Mystik des Weltdienstes: Hinführung zu Meister Eckhart. Auswahl aus seinem Werk. St. Benno, Leipzig, 1982.
- Die theologische Methode des Oxforder Dominikanerlehrers Robert Holcot (= Beiträge zur Geschichte der Philosophie und Theologie des Mittelalters, 5). Aschendorff, Münster, 1972 (Zugleich Habilitationsschrift, Mainz 1969)
- Die Schriften des Oxforder Kanzlers Iohannes Lutterell: Texte zur Theologie des 14. Jahrhunderts, hrsg. und erläutert (= Erfurter Theologische Studien, 6). St. Benno, Leipzig 1959.
- Die erste Kritik des Ockhamismus durch den Oxforder Kanzler Johannes Lutterell. (= Breslauer Studien zur historischen Theologie, 9). Müller & Seiffert, Breslau 1941. (Zugleich Dissertation, Breslau 1941)